# Kari Bremnes
Kari Bremnes, född 9 december 1956 i Svolvær i Lofoten i Nordnorge, är en norsk sångerska, kabareartist, skådespelerska, textförfattare, och komponist. Hon är syster till de i Norge välkända artisterna Ola Bremnes och Lars Bremnes. Hon har gett ut ett stort antal album, dels själv, dels tillsammans med sina bröder eller andra samarbetspartners. Musiken sträcker sig över folkmusik, pop, rock, jazz och psalmer. En del av texterna, till både henne och hennes bröder, är skrivna av pappan Ole H. Bremnes från Kvæfjorden. Hon debuterade, på albumet Folk i husan, 1980, tillsammans med brodern Ola Bremnes.

## Historia
År 1981 och 1982 var hon sångerska i visgruppen Stiftelsen. Där skrev hon sina första texter och var med på albumet Stiftelsens fristeser, 1981. Hon skrev också texten, och framförde deras melodi "Romantikk", vid Melodifestivalen 1982. I början av 1980-talet hade hon också ett par andra samarbeten som resulterade i album. År 1987 kom det första soloalbumet Mitt ville hjerte, där Petter Henriksen hade tonsatt dikter av Tove Ditlevsen. Den blev belönad med Spellemannprisen, och inledde ett långt samarbete med producenten Erik Hillestad på Kirkelig Kulturverksted.
Så har hon växt till att bli en av Norges främsta och mest berömda sångare, textförfattare och låtskrivare. Blå krukke kom 1989, med egna texter och musik av Petter Henriksen. Den hade spår av hennes graviditet och första tid som mor. Så kom Spor, 1991, där materialet på albumet var gjort i samarbete med bröderna. Detta albumet gav henne Spellamannprisen, 1991. År 1991 var hon med på albumen Salmer på veien, tillsammans med Ole Paus och Mari Boine. Hon har samarbetat med sina bröder i flera föreställningar, delvis med texter av pappan. År 1992 gav syskonen ut albumet Ord Fra En Fjord. Så var hon med på Cohen-samlingen, Hadde månen en søster, 1993, med "Alle vet jo det", som blev en schlager i Norge.
Løsrivelsen kom 1993, där Ketil Bjørnstad hade tonsatt texter av Edvard Munch. På Gåte ved gåte, 1994, skrev hon själv allt material, och fick NOPA-prisen för bästa text och bästa melodi. Så kom ett "best of" album 1995, Erindring. År 1995 gästade hon också New York och Washington med sin Munch-konsert. Därefter en månads turné i Japan, där hennes album hade uppnått bra försäljningssiffror.
Så kom Månestein, 1997. År 1998 var hon festspelskonstnär i Harstad och presenterade då den egna soloföreställningen Svarta Bjørn. Den blev senare framförd i Oslo och utgett som CD. År 1999 var hon med på en studioinspelning av Tom Russels "folk-opera" The Man From God Knows Where och på Ketil Bjørnstads tusenårsoratorium Himmelrand. År 2000 gav de tre syskone ut ett nytt album, Soløya. Norwegian Mood, som kom år 2000, är nyinspelningar av flera av hennes sånger, på engelska. Den uppmärksammades speciellt i Tyskland, där hon har turnerat flitigt.
Hon gjorde år 2001 ett julalbum, Desemberbarn, tillsammans med Rikard Wolff. År 2002 kom 11 ubesvarte anrop, och 2003, You'd have to be there, som är en engelsk version av samma album. År 2003 hade hon ett samarbetsprojekt med bland annat Eva Dahlgren och Anisette. Så har hon fortsatt att ge ut album med jämna mellanrum. Hennes scenpersonlighet kan sägas vara en blandning av melankoli och mystik. Hennes konserter är en blandning av material från hennes album, kabarévisor och monologer. Men då och då gör hon helt andra musikaliska projekt, och detta gör att hon är en artist som ofta överraskar sin publik.
År 2005 kom Over en by, så kom Kari Bremnes live (2007), Reise (i Tyskland 2007), vidare Ly (2009), Fantastisk allerede (best of 2010), och Og så kom resten av livet (2012). År 2015 gjorde hon en populär konsertföreställning för Hålogaland Teater, "Når du kommer dit" som var bygd på hennes egen stora katalog av låtar.
År 2016 kom dokumentärfilmen "Mitt hjerte", på blu-ray och DVD. Så gav hon ut Det vi har, 2017, som är den första utgivningen på hennes eget bolag, "Månestein". Samma år spelade hon journalist Harrieth Hansen i dramaserien "Kings Bay". Hon blev också medlem av "Rockheim Hall of Fame", detta år. Hon har mottagit en rad olika pris, bland annat har hon fått Spellemannprisen 3 gånger. Två gånger själv, Mitt ville hjerte och Spor, och så fick hon, tillsammans med sina bröder, Spellemannprisen år 2000. Den gången för det andre albumet de gjort som ett samarbetsprojekt, Soløye.

## Diskografi
Egna album
- Mitt ville hjerte (1987)
- Blå krukke (1989)
- Spor (1991)
- Løsrivelse (1993)
- Gåte ved Gåte (1994)
- Erindring (1995) (best of 1987–1994)
- Månestein (1997)
- Svarta Bjørn (1998)
- Norwegian Mood (2000)
- 11 ubesvarte anrop (2002)
- You'd Have to Be Here (2003)
- Over en by (2005)
- Kari Bremnes live (2007)
- Reise (2007) i Tyskland
- Ly (2009)
- Fantastisk allerede (2010)
- Og så kom resten av livet (2012)
- Det vi har (2017)

Album tillsammans med andra artister
- Folk i husan (1980) (med Ola Bremnes)
- Stiftelsens fristelser (1981) (med diverse artister)
- Tid å hausta inn (1983) (med Lars Klevstrand)
- Mit navn er Petter Dass (1984) (med Ola Bremnes)
- Våre beste barnesanger (1987) (med diverse artister)
- Salmer på veien hjem (1991) (med Ole Paus och Mari Boine Persen)
- Ord fra en fjord (1992) (med Ola Bremnes och Lars Bremnes)
- Folk i husan (1993) (med Ola Bremnes og Stiftelsen) (samlingsalbum)
- Hadde månen en søster - Cohen på norsk (1993) (med diverse artister)
- Løsrivelse (1998) (med Ketil Bjørnstad)
- Himmelstrand  (1999) (med Ketil Bjørnstad)
- The Man From God Knows Where (1999) (med bland andra Tom Russell)
- Soløye (2000) (med Ola Bremnes och Lars Bremnes)
- The Immortal Ibsen (2001) (med Ragnar Bjerkreim)
- Desemberbarn (2001) (med Rikard Wolff)
- Voggesanger fra ondskapens akse (2003) (med Eva Dahlgren och Anisette Koppel)
- Lullabies From the Axis of Evil (2004) med diverse artister
- Barnesangskatten (2008) (med diverse artister)
- Sorgen og gleden - H.K.H. Kronprinsesse Mette-Marits utvalgte salmer (2008) (med diverse artister)

## Scenuppsättninger
- Kabareten "Svarta Bjørn'" (1998), beställningsverk för Festspillene i Nord-Norge
- Konsertföreställningen "Når du kommer dit" (2015), beställningsverk för Hålogaland Teater och Nordland Teater

## Filmografi
- Mitt hjerte (2016), biografisk film
- Kings Bay (2017) i rollen som journalist Harrieth Hansen

## Priser och utmärkelser
- Nominerad till Spellemannprisen 1980 i klassen viser för Folk i husan tillsammans med Ola Bremnes
- Spellemannprisen 1987 i klassen visesång för Mitt ville hjerte
- Nominerad till Spellemannprisen 1989 i klassen visesång för Blå krukke
- Gammleng-prisen år 1990 i klassen visa
- Spellemannprisen 1991 i klassen visesång för Spor
- Nominerad till Spellemannprisen 1994 i klassen kvinnlig artist för Gåte ved Gåte
- Nominerad till Spellemannprisen 1994 i klassen årets album för Gåte ved Gåte
- NOPA-prisen i klassen Årets verk år 1995 för «Gåte ved Gåte»
- Nordland fylkes kulturpris år 1997 tillsammans med syskonen Lars och Ola Bremnes
- Nominerad till Spellemannprisen 1998 i klassen visor/visrock för Svarta Bjørn
- Telenors internasjonale kulturpris, Grenseløs kommunikasjon, 1999
- Spellemannprisen 2000 i klassen visor och visrock för Soløye, tillsammans med Lars och Ola Bremnes
- Nominerad till Spellemannprisen 2000 i klassen visor för 11 ubesvarte anrop
- Nominerad till Spellemannprisen 2005 i klassen visor för Over en by
- Edvard-prisen 2010 i klassen text till musik för Ly
- Nominerad till Spellemannprisen 2012 i klassen visor för Og så kom resten av livet
- Tekstforfatterfondets ærespris 2013
- Vidar Sandbecks kulturpris 2016
- Nominerad till Spellemannprisen 2017 i klassen visor för Det vi har
- Anders Jahres kulturpris 2018